# Adolf van Egmond

Wapen van Adolf van Egmond

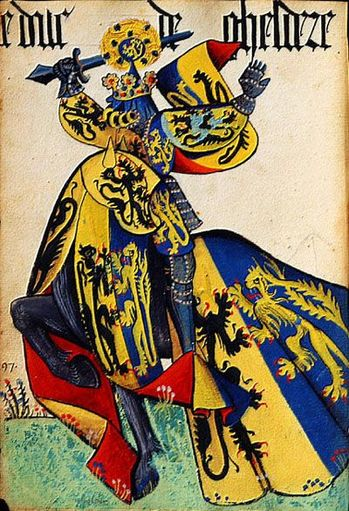
Adolf van Egmond te paard, met gespiegeld wapen en dekkleed. Bron: Wapenboek van de Orde van het Gulden Vlies

Adolf van Egmond (Grave, 12 februari 1438 – Doornik, 27 juni 1477) was hertog van Gelre (uit het huis Egmond) vanaf 1465 tot 1471 en in 1477. Hij was een zoon van Arnold van Egmond, hertog van Gelre, en Katharina van Kleef.

## Levensloop

### Jeugd
Adolf werd in 1438 geboren in Grave. Zijn vader, Arnold, maakte zich tijdens de Tweede Gelderse Successieoorlog (1423–1444/8) weliswaar meester van het hertogdom Gelre en het graafschap Zutphen, maar werkte zich daarbij en in de nasleep ervan diep in de schulden, zodat hij een groot deel van zijn bezittingen moest verpanden. Door zijn wanbestuur brak in vrijwel geheel Gelre protest uit tegen Arnold
na de Gelderse nederlaag in de slag bij Linnich (1444). Hij zag zich gedwongen om in 1449 alle eisen van de steden en kwartieren in te willigen, in 1450 het bestuur tijdelijk over te laten aan zijn vrouw Katharina van Kleef en 16 raadslieden en op 'bedevaart' naar Rome en Jeruzalem te gaan. Toen hij in 1452 terugkeerde, waren de staatsfinanciën nog steeds een puinhoop. Bovendien mengde hij zich op onbezonnen wijze in Münsterse Vete (1450–1457) ten gunste van Koenraad van Diepholt en in de Utrechtse Oorlog (1456-1458) ten nadele van David van Bourgondië, waardoor hij in conflict raakte met de Bourgondische hertog Filips de Goede, de broer van de moeder van Arnolds vrouw Katharina. Tijdens het beleg van Deventer (1456) ontmoetten Katharina en Filips elkaar in Deventer, waar zij waarschijnlijk hebben overlegd hoe er in Gelre een pro-Bourgondische opstand kon worden ontketend tegen Arnold, die dan zou worden opgevolgd door zijn zoon Adolf.

### Opstand tegen Arnold (1459)
Filips de Goede hitste de Gelderse steden op om Arnold niet langer te gehoorzamen en Adolf als hertog te erkennen, en beloofde Bourgondiës steun aan iedereen die in opstand kwam. Nijmegen deed dit als eerste, gevolgd door andere steden, terwijl Adolf zich met hulp van zijn moeder Katharina aan het hoofd van de opstand plaatste. In 1459 brak de oorlog uit. Adolf nam spoedig de steden Venlo, Arnhem, Wageningen, Zutphen en andere kleine steden in. Arnold had echter nog veel trouwe volgelingen onder de ridders, waaronder zijn broer Willem IV van Egmont, die het beleg voor Venlo sloeg waar Adolf zich verschanst had. Adolf gaf zich over en verzoende zich in oktober 1459 weer met zijn vader.

### Oorlog tussen Adolf en Arnolds bondgenoten (1465–1468)
In 1465 zette Adolf met hulp van Filips de Goede zijn vader gevangen en werd zelf hertog, gesteund door de steden. De paus excommuniceerde Adolf, terwijl Willem van Egmont, de meeste ridders en de hertog van Kleef trouw aan Arnold bleven. Er volgde een nieuwe oorlog waarbij Willem Arnhem veroverde, terwijl Roermond en het Overkwartier Adolf in juni 1466 erkenden. Adolf belegerde Arnhem tevergeefs en moest het beleg opbreken toen het Overkwartier werd binnengevallen door Kleefse troepen. Daar won Adolf op 23 juni 1468 de slag bij Straelen tegen Kleef. In december 1468 kwam het na bemiddeling van graaf Vincent van Meurs tot een vredesverdrag, waarbij Adolf Arnhem terugkreeg. Adolf regeerde Gelre voor drie jaar.

### Gevangenschap (1471–1477)
Karel de Stoute was Filips de Goede in 1467 opgevolgd. Om Gelre in zijn macht te krijgen koos hij partij voor Arnold en dwong Adolf in 1471 om zijn vader vrij te laten, waarna Karel op zijn beurt Adolf gevangennam in Hesdin. Arnold werd hersteld als hertog, maar de steden en ridders van de kwartieren van Nijmegen, Arnhem en Zutphen bleven Adolf trouw, sloten een verbond (27 juli 1471) en voerden oorlog tegen Arnold, die alleen in het Overkwartier werd erkend. Paus Sixtus IV bemoeide zich ermee ten gunste van Arnold (maart 1472), maar de Benedenkwartieren bleven hardnekkig en stelden Vincent van Meurs als voogd aan totdat Adolf weer vrij zou komen. Tot slot sloot Arnold in december 1472 een verdrag met Karel: hij verpandde Gelre en Zutphen aan hem voor 300.000 gulden, op voorwaarde dat Karel de landen gewapenderhand zou veroveren, al zijn schulden afbetalen en nog een extra geldsom daarbovenop aan Arnold zou geven. Kort daarop stierf Arnold op 23 februari 1473 te Grave aan een beroerte. Karel de Stoute bereidde daarop een grootscheepse invasie voor en trok in maart 1473 Gelre binnen, belegerde Venlo en Nijmegen, waarna de meeste andere steden zich al snel overgaven en Gelre en Zutphen werden toegevoegd aan de Bourgondische Nederlanden.

### Laatste levensjaar
Na de dood van Karel de Stoute in januari 1477 verviel zijn rijk in chaos. De Bourgondische Successieoorlog brak uit, terwijl in Gelre een nieuwe anti-Bourgondische opstand uitbrak onder leiding van Adolfs zus Catharina van Egmont. Tijdens de chaos werd Adolf bevrijd door de Vlamingen. Karels dochter en erfgename Maria van Bourgondië probeerde twee vliegen in een klap te slaan en beloofde Adolf dat hij weer hertog van Gelre mocht worden als hij haar hielp om de Franse invasie te keren. Adolf en de Gelderse rebellen stemden hiermee in, terwijl Catharina als regentes werd aangesteld in zijn afwezigheid. Adolf sneuvelde echter op 27 juni 1477 als aanvoerder van een Vlaams leger tijdens het Beleg van Doornik (1477), nadat de Staten van Gelre hem opnieuw als hertog hadden erkend. Hij werd in Doornik begraven in de Onze-Lieve-Vrouwekathedraal.

## Familie
Hij werd in 1461 gekozen tot ridder in de Orde van het Gulden Vlies.
Adolf trouwde op 28 december 1463 in Brussel met Catharina van Bourbon (1440–1469), dochter van hertog Karel I van Bourbon en Agnes van Bourgondië. Zij kregen twee kinderen:
- Filippa (1467–1547), gehuwd in 1485 met hertog René II van Lotharingen (1451–1508)
- Karel (1467–1538), de latere hertog van Gelre, gehuwd in 1518 met Elisabeth van Brunswijk-Lüneburg (1494–1572), dochter van hertog Hendrik VII van Brunswijk-Lüneburg.

Catharina van Bourbon is op 21 mei 1469 in Nijmegen overleden. Adolf is daarna niet meer hertrouwd. Wel had hij diverse relaties waaruit zes gekende biologische kinderen zijn geboren.

## Kwartierstaat
| Arend van Egmond (ca. 1337-1409) | Arend van Egmond (ca. 1337-1409) | Arend van Egmond (ca. 1337-1409) | Arend van Egmond (ca. 1337-1409) | Arend van Egmond (ca. 1337-1409)            | Arend van Egmond (ca. 1337-1409)            | Yolanda van Leiningen                       | Yolanda van Leiningen                       | Yolanda van Leiningen                       | Yolanda van Leiningen                       | Yolanda van Leiningen         | Yolanda van Leiningen         |                               |                               | Jan V van Arkel (1362-1428)             | Jan V van Arkel (1362-1428)             | Jan V van Arkel (1362-1428)             | Jan V van Arkel (1362-1428)             | Jan V van Arkel (1362-1428)             | Jan V van Arkel (1362-1428)             | Johanna van Gulik               | Johanna van Gulik               | Johanna van Gulik | Johanna van Gulik | Johanna van Gulik                 | Johanna van Gulik                 |                                   |                                   | Adolf III van der Mark (1334-1394) | Adolf III van der Mark (1334-1394) | Adolf III van der Mark (1334-1394) | Adolf III van der Mark (1334-1394) | Adolf III van der Mark (1334-1394)  | Adolf III van der Mark (1334-1394)  | Margaretha van Gulik (ca. 1350-1425) | Margaretha van Gulik (ca. 1350-1425) | Margaretha van Gulik (ca. 1350-1425) | Margaretha van Gulik (ca. 1350-1425) | Margaretha van Gulik (ca. 1350-1425) | Margaretha van Gulik (ca. 1350-1425) |                                 |                                 | Jan zonder Vrees (1371-1419)    | Jan zonder Vrees (1371-1419)    | Jan zonder Vrees (1371-1419)         | Jan zonder Vrees (1371-1419)         | Jan zonder Vrees (1371-1419)         | Jan zonder Vrees (1371-1419)         | Margaretha van Beieren (1363-1423)   | Margaretha van Beieren (1363-1423)   | Margaretha van Beieren (1363-1423) | Margaretha van Beieren (1363-1423) | Margaretha van Beieren (1363-1423) | Margaretha van Beieren (1363-1423) |  |  |  |  |  |  |  |  |  |  |  |  |  |  |  |  |  |  |  |  |  |  |  |  |  |  |  |  |  |  |  |  |  |  |  |  |  |  |  |  |  |  |  |  |  |  |  |  |
| Arend van Egmond (ca. 1337-1409) | Arend van Egmond (ca. 1337-1409) | Arend van Egmond (ca. 1337-1409) | Arend van Egmond (ca. 1337-1409) | Arend van Egmond (ca. 1337-1409)            | Arend van Egmond (ca. 1337-1409)            | Yolanda van Leiningen                       | Yolanda van Leiningen                       | Yolanda van Leiningen                       | Yolanda van Leiningen                       | Yolanda van Leiningen         | Yolanda van Leiningen         |                               |                               | Jan V van Arkel (1362-1428)             | Jan V van Arkel (1362-1428)             | Jan V van Arkel (1362-1428)             | Jan V van Arkel (1362-1428)             | Jan V van Arkel (1362-1428)             | Jan V van Arkel (1362-1428)             | Johanna van Gulik               | Johanna van Gulik               | Johanna van Gulik | Johanna van Gulik | Johanna van Gulik                 | Johanna van Gulik                 |                                   |                                   | Adolf III van der Mark (1334-1394) | Adolf III van der Mark (1334-1394) | Adolf III van der Mark (1334-1394) | Adolf III van der Mark (1334-1394) | Adolf III van der Mark (1334-1394)  | Adolf III van der Mark (1334-1394)  | Margaretha van Gulik (ca. 1350-1425) | Margaretha van Gulik (ca. 1350-1425) | Margaretha van Gulik (ca. 1350-1425) | Margaretha van Gulik (ca. 1350-1425) | Margaretha van Gulik (ca. 1350-1425) | Margaretha van Gulik (ca. 1350-1425) |                                 |                                 | Jan zonder Vrees (1371-1419)    | Jan zonder Vrees (1371-1419)    | Jan zonder Vrees (1371-1419)         | Jan zonder Vrees (1371-1419)         | Jan zonder Vrees (1371-1419)         | Jan zonder Vrees (1371-1419)         | Margaretha van Beieren (1363-1423)   | Margaretha van Beieren (1363-1423)   | Margaretha van Beieren (1363-1423) | Margaretha van Beieren (1363-1423) | Margaretha van Beieren (1363-1423) | Margaretha van Beieren (1363-1423) |  |  |  |  |  |  |  |  |  |  |  |  |  |  |  |  |  |  |  |  |  |  |  |  |  |  |  |  |  |  |  |  |  |  |  |  |  |  |  |  |  |  |  |  |  |  |  |  |
|                                  |                                  |                                  |                                  |                                             |                                             |                                             |                                             |                                             |                                             |                               |                               |                               |                               |                                         |                                         |                                         |                                         |                                         |                                         |                                 |                                 |                   |                   |                                   |                                   |                                   |                                   |                                    |                                    |                                    |                                    |                                     |                                     |                                      |                                      |                                      |                                      |                                      |                                      |                                 |                                 |                                 |                                 |                                      |                                      |                                      |                                      |                                      |                                      |                                    |                                    |                                    |                                    |  |  |  |  |  |  |  |  |  |  |  |  |  |  |  |  |  |  |  |  |  |  |  |  |  |  |  |  |  |  |  |  |  |  |  |  |  |  |  |  |  |  |  |  |  |  |  |  |
|                                  |                                  |                                  |                                  | Jan II van Egmont (1385-1451)               | Jan II van Egmont (1385-1451)               | Jan II van Egmont (1385-1451)               | Jan II van Egmont (1385-1451)               | Jan II van Egmont (1385-1451)               | Jan II van Egmont (1385-1451)               |                               |                               |                               |                               |                                         |                                         | Maria van Arkel (ca. 1389-1415)         | Maria van Arkel (ca. 1389-1415)         | Maria van Arkel (ca. 1389-1415)         | Maria van Arkel (ca. 1389-1415)         | Maria van Arkel (ca. 1389-1415) | Maria van Arkel (ca. 1389-1415) |                   |                   |                                   |                                   |                                   |                                   |                                    |                                    |                                    |                                    | Adolf IV van Kleef-Mark (1373-1448) | Adolf IV van Kleef-Mark (1373-1448) | Adolf IV van Kleef-Mark (1373-1448)  | Adolf IV van Kleef-Mark (1373-1448)  | Adolf IV van Kleef-Mark (1373-1448)  | Adolf IV van Kleef-Mark (1373-1448)  |                                      |                                      |                                 |                                 |                                 |                                 | Maria van Bourgondië (1393-1463)     | Maria van Bourgondië (1393-1463)     | Maria van Bourgondië (1393-1463)     | Maria van Bourgondië (1393-1463)     | Maria van Bourgondië (1393-1463)     | Maria van Bourgondië (1393-1463)     |                                    |                                    |                                    |                                    |  |  |  |  |  |  |  |  |  |  |  |  |  |  |  |  |  |  |  |  |  |  |  |  |  |  |  |  |  |  |  |  |  |  |  |  |  |  |  |  |  |  |  |  |  |  |  |  |
|                                  |                                  |                                  |                                  | Jan II van Egmont (1385-1451)               | Jan II van Egmont (1385-1451)               | Jan II van Egmont (1385-1451)               | Jan II van Egmont (1385-1451)               | Jan II van Egmont (1385-1451)               | Jan II van Egmont (1385-1451)               |                               |                               |                               |                               |                                         |                                         | Maria van Arkel (ca. 1389-1415)         | Maria van Arkel (ca. 1389-1415)         | Maria van Arkel (ca. 1389-1415)         | Maria van Arkel (ca. 1389-1415)         | Maria van Arkel (ca. 1389-1415) | Maria van Arkel (ca. 1389-1415) |                   |                   |                                   |                                   |                                   |                                   |                                    |                                    |                                    |                                    | Adolf IV van Kleef-Mark (1373-1448) | Adolf IV van Kleef-Mark (1373-1448) | Adolf IV van Kleef-Mark (1373-1448)  | Adolf IV van Kleef-Mark (1373-1448)  | Adolf IV van Kleef-Mark (1373-1448)  | Adolf IV van Kleef-Mark (1373-1448)  |                                      |                                      |                                 |                                 |                                 |                                 | Maria van Bourgondië (1393-1463)     | Maria van Bourgondië (1393-1463)     | Maria van Bourgondië (1393-1463)     | Maria van Bourgondië (1393-1463)     | Maria van Bourgondië (1393-1463)     | Maria van Bourgondië (1393-1463)     |                                    |                                    |                                    |                                    |  |  |  |  |  |  |  |  |  |  |  |  |  |  |  |  |  |  |  |  |  |  |  |  |  |  |  |  |  |  |  |  |  |  |  |  |  |  |  |  |  |  |  |  |  |  |  |  |
|                                  |                                  |                                  |                                  |                                             |                                             |                                             |                                             |                                             |                                             | Arnold van Egmont (1410-1473) | Arnold van Egmont (1410-1473) | Arnold van Egmont (1410-1473) | Arnold van Egmont (1410-1473) | Arnold van Egmont (1410-1473)           | Arnold van Egmont (1410-1473)           |                                         |                                         |                                         |                                         |                                 |                                 |                   |                   |                                   |                                   |                                   |                                   |                                    |                                    |                                    |                                    |                                     |                                     |                                      |                                      |                                      |                                      | Katharina van Kleef (1417-1476)      | Katharina van Kleef (1417-1476)      | Katharina van Kleef (1417-1476) | Katharina van Kleef (1417-1476) | Katharina van Kleef (1417-1476) | Katharina van Kleef (1417-1476) |                                      |                                      |                                      |                                      |                                      |                                      |                                    |                                    |                                    |                                    |  |  |  |  |  |  |  |  |  |  |  |  |  |  |  |  |  |  |  |  |  |  |  |  |  |  |  |  |  |  |  |  |  |  |  |  |  |  |  |  |  |  |  |  |  |  |  |  |
|                                  |                                  |                                  |                                  |                                             |                                             |                                             |                                             |                                             |                                             | Arnold van Egmont (1410-1473) | Arnold van Egmont (1410-1473) | Arnold van Egmont (1410-1473) | Arnold van Egmont (1410-1473) | Arnold van Egmont (1410-1473)           | Arnold van Egmont (1410-1473)           |                                         |                                         |                                         |                                         |                                 |                                 |                   |                   |                                   |                                   |                                   |                                   |                                    |                                    |                                    |                                    |                                     |                                     |                                      |                                      |                                      |                                      | Katharina van Kleef (1417-1476)      | Katharina van Kleef (1417-1476)      | Katharina van Kleef (1417-1476) | Katharina van Kleef (1417-1476) | Katharina van Kleef (1417-1476) | Katharina van Kleef (1417-1476) |                                      |                                      |                                      |                                      |                                      |                                      |                                    |                                    |                                    |                                    |  |  |  |  |  |  |  |  |  |  |  |  |  |  |  |  |  |  |  |  |  |  |  |  |  |  |  |  |  |  |  |  |  |  |  |  |  |  |  |  |  |  |  |  |  |  |  |  |
|                                  |                                  |                                  |                                  |                                             |                                             |                                             |                                             |                                             |                                             |                               |                               |                               |                               |                                         |                                         |                                         |                                         |                                         |                                         |                                 |                                 |                   |                   |                                   |                                   |                                   |                                   |                                    |                                    |                                    |                                    |                                     |                                     |                                      |                                      |                                      |                                      |                                      |                                      |                                 |                                 |                                 |                                 |                                      |                                      |                                      |                                      |                                      |                                      |                                    |                                    |                                    |                                    |  |  |  |  |  |  |  |  |  |  |  |  |  |  |  |  |  |  |  |  |  |  |  |  |  |  |  |  |  |  |  |  |  |  |  |  |  |  |  |  |  |  |  |  |  |  |  |  |
|                                  |                                  |                                  |                                  |                                             |                                             |                                             |                                             |                                             |                                             |                               |                               |                               |                               |                                         |                                         |                                         |                                         |                                         |                                         |                                 |                                 |                   |                   |                                   |                                   |                                   |                                   |                                    |                                    |                                    |                                    |                                     |                                     |                                      |                                      |                                      |                                      |                                      |                                      |                                 |                                 |                                 |                                 |                                      |                                      |                                      |                                      |                                      |                                      |                                    |                                    |                                    |                                    |  |  |  |  |  |  |  |  |  |  |  |  |  |  |  |  |  |  |  |  |  |  |  |  |  |  |  |  |  |  |  |  |  |  |  |  |  |  |  |  |  |  |  |  |  |  |  |  |
|                                  |                                  |                                  |                                  | Maria van Egmont-Gelre (ca. 1429/1434-1463) | Maria van Egmont-Gelre (ca. 1429/1434-1463) | Maria van Egmont-Gelre (ca. 1429/1434-1463) | Maria van Egmont-Gelre (ca. 1429/1434-1463) | Maria van Egmont-Gelre (ca. 1429/1434-1463) | Maria van Egmont-Gelre (ca. 1429/1434-1463) |                               |                               |                               |                               | Willem van Egmont (1434-jong overleden) | Willem van Egmont (1434-jong overleden) | Willem van Egmont (1434-jong overleden) | Willem van Egmont (1434-jong overleden) | Willem van Egmont (1434-jong overleden) | Willem van Egmont (1434-jong overleden) |                                 |                                 |                   |                   | Margaretha van Egmont (1436-1486) | Margaretha van Egmont (1436-1486) | Margaretha van Egmont (1436-1486) | Margaretha van Egmont (1436-1486) | Margaretha van Egmont (1436-1486)  | Margaretha van Egmont (1436-1486)  |                                    |                                    |                                     |                                     | Adolf van Egmond (1438-1477)         | Adolf van Egmond (1438-1477)         | Adolf van Egmond (1438-1477)         | Adolf van Egmond (1438-1477)         | Adolf van Egmond (1438-1477)         | Adolf van Egmond (1438-1477)         |                                 |                                 |                                 |                                 | Catharina van Egmont (ca. 1440-1497) | Catharina van Egmont (ca. 1440-1497) | Catharina van Egmont (ca. 1440-1497) | Catharina van Egmont (ca. 1440-1497) | Catharina van Egmont (ca. 1440-1497) | Catharina van Egmont (ca. 1440-1497) |                                    |                                    |                                    |                                    |  |  |  |  |  |  |  |  |  |  |  |  |  |  |  |  |  |  |  |  |  |  |  |  |  |  |  |  |  |  |  |  |  |  |  |  |  |  |  |  |  |  |  |  |  |  |  |  |